# Wanzleben
Wanzleben – dzielnica miasta Wanzleben-Börde w Niemczech, w kraju związkowym Saksonia-Anhalt, w powiecie Börde.
Do 31 grudnia 2009 było to oddzielne miasto, które wchodziło w skład wspólnoty administracyjnej „Börde” Wanzleben.

## Geografia
Wanzleben położone jest na zachód od Magdeburga.
Byłe dzielnice miasta:
- Blumenberg
- Buch
- Stadt Frankfurt
- Schleibnitz

## Współpraca
- Augustdorf, Nadrenia Północna-Westfalia
- Łojów, Białoruś

## Osoby urodzone w Wanzleben
- Martin Bangemann – niemiecki polityk z FDP

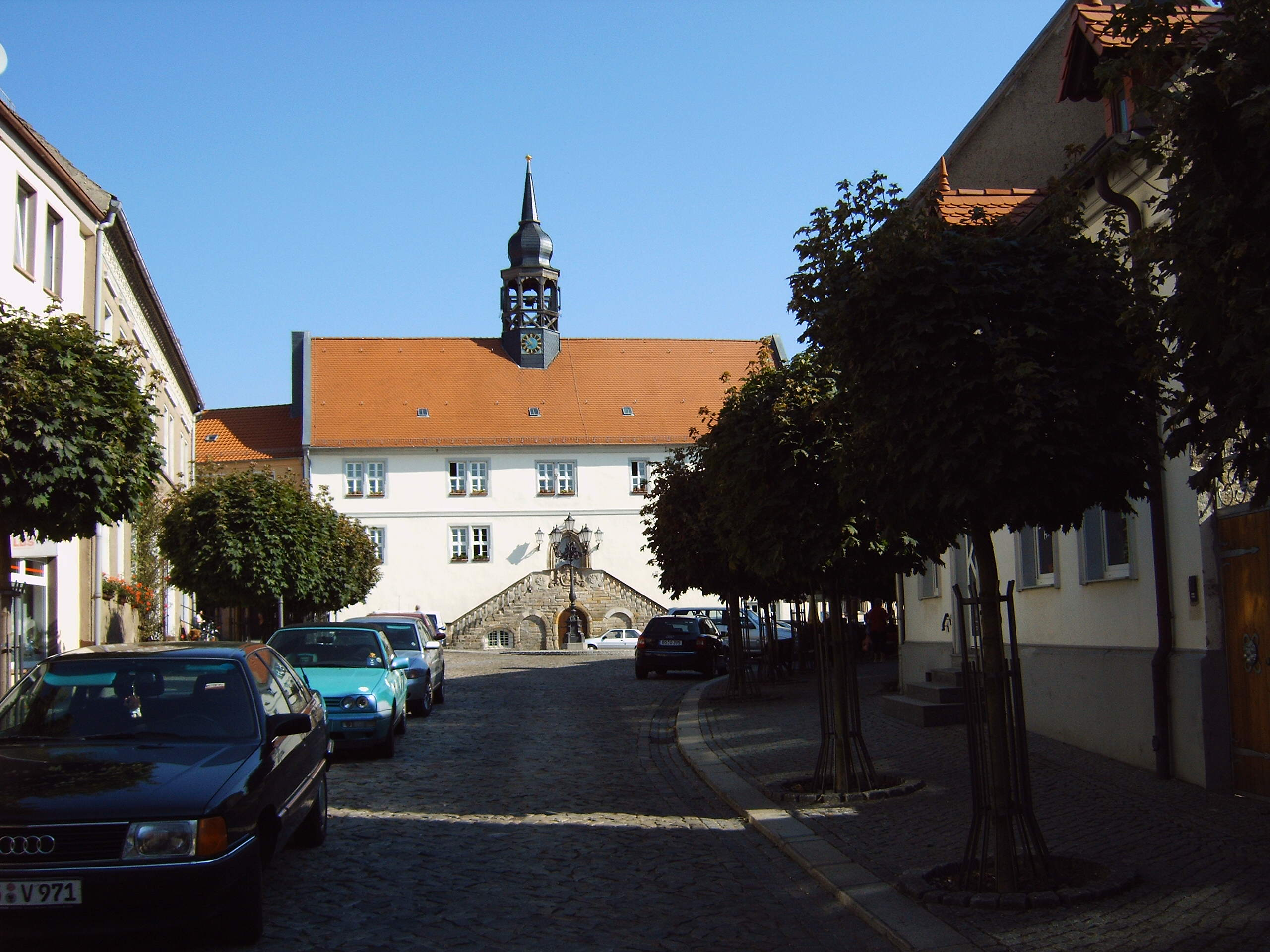
Ratusz w Wanzleben